# Zbigniew Chronik
Zbigniew Chronik (ur. 10 marca 1925 w Ostrowi Mazowieckiej, zm. 12 marca 1959 w Warszawie) – polski skoczek i instruktor spadochronowy, doświadczalny skoczek spadochronowy, konstruktor spadochronów, trener Kadry Narodowej Spadochroniarzy .

## Działalność sportowa
W rodzinnej Ostrowi Mazowieckiej ukończył szkołę powszechną i rozpoczął naukę w tamtejszym gimnazjum. Po wybuchu II wojny światowej rozpoczął pracę w miejskiej elektrowni. Należał do Armii Krajowej (ps. Wiaderny), brał udział w przyjmowaniu zrzutów lotniczych. W kwietniu 1944 został przydzielony do 13 pułku piechoty Armii Krajowej, który następnie wszedł w skład 7. zapasowego pułku piechoty w Radzyniu. Jesienią 1944 ukończył szkołę podoficerską  a następnie został przeniesiony (na własną prośbę) do 1 Zapasowego Dywizjonu Lotniczego. Został przydzielony do Oficerskiej Szkoły Lotniczej, gdzie 5 kwietnia 1946 wykonał swój pierwszy skok spadochronowy.
3 marca 1947 został zdemobilizowany i zatrudnił się jako referent spadochronowy w Dyrekcji Naczelnej Ligi Lotniczej. Po roku zwolnił się z pracy aby kontynuować naukę. Wyjechał do Ustki, gdzie zatrudnił się jako mechanik silnikowy w Morskiej Spółdzielni Rybackiej. Związał się z Aeroklubem Słupskim, gdzie prowadził szkolenia spadochronowe. Tę działalność kontynuował w Bydgoszczy gdzie przeprowadził się w 1950. Przeszedł przeszkolenie spadochronowe w Czechosłowaji i pełnił funkcję kierownika wyszkolenia w Centrum Wyszkolenia Spadochronowego w Nowym Targu.

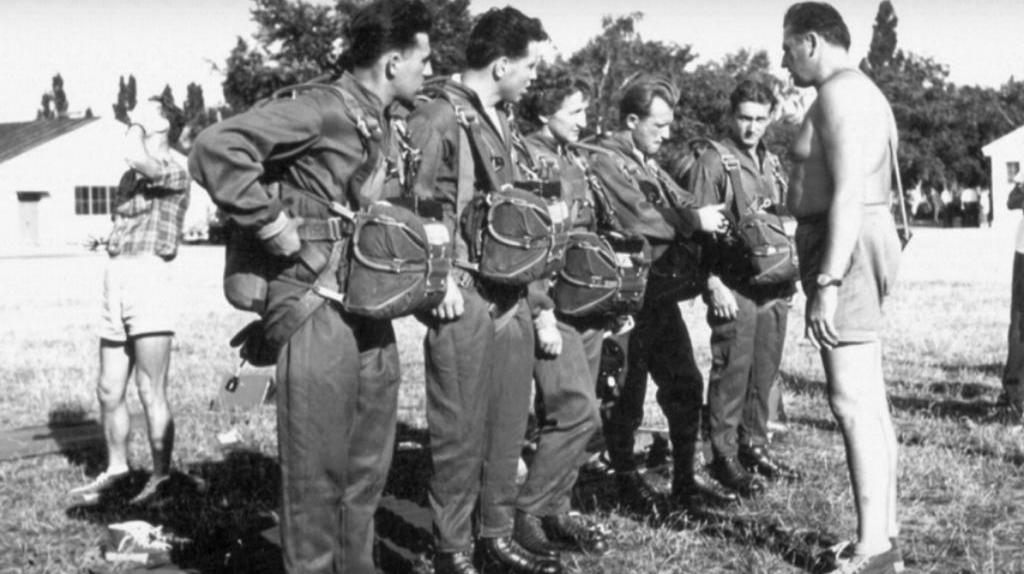
Kadra Narodowa Spadochroniarzy, od lewej: Jerzy Łobodda, Jan Cierniak, Anna Franke, Bolesław Gargała, Roman Lewandowski, Zbigniew Chronik – trener (1953)

W 1951 jako pierwszy w Polsce otrzymał tytuł Mistrza Sportu w spadochroniarstwie. W latach 50. XX wieku był trenerem Kadry Narodowej Spadochroniarzy. Pracując w Zakładzie Sprzętu Technicznego i Turystycznego Aviotex i działającym przy nim 26. Przedstawicielstwie Wojskowym w Legionowie, był skoczkiem doświadczalnym, sprawował kierownictwo Działu Prób w Locie i Kontroli Technicznej . Był również konstruktorem spadochronów, np. spadochronów wyczynowych typu: SW-1 i SW-2 oraz spadochronu-sondy R-2. Był pierwszym trenerem polskiej kadry spadochronowej. W 1957 został pierwszym przewodniczącym nowo utworzonej Komisji Spadochronowej w Aeroklubie PRL, sprawował tę funkcję do swej śmierci.
11 marca 1959 miał miejsce wypadek lotniczy podczas prób fabrycznych spadochronu, prowadzonych na lotnisku Bemowo w Warszawie. Przed godziną 15.00 z samolotu Li-2 odbyły się skoki doświadczalne. To był 531 skok spadochronowy Zbigniewa Chronika. Skoczek niefortunnie lądował na betonowym pasie i doznał silnego potłuczenia głowy. Był przytomny, ale uskarżał się na ból głowy. Po szeregu perypetii umieszczono go w szpitalu przy ul. Oczki w Warszawie ).
st. sierż. Zbigniew Chronik zmarł w Warszawie 12 marca 1959 . Pośmiertnie został odznaczony Złotym Krzyżem Zasługi.

## Życie prywatne
W 1952 r. zawarł związek małżeński z Eugenią Romanówną.